# Клеър
Окръг Клер (на английски: Clare County) е окръг в щата Мичиган, Съединени американски щати. Площта му е 1489 km², а населението - 31 252 души (2000). Административен център е град Харисън.